# Monotes lutambensis
Monotes lutambensis är en tvåhjärtbladig växtart som beskrevs av B. Verdcourt. Monotes lutambensis ingår i släktet Monotes och familjen Dipterocarpaceae. Inga underarter finns listade i Catalogue of Life.